# Brazabrantes
Brazabrantes es un municipio brasilero del estado de Goiás. Su población estimada en 2004 era de 2.997 habitantes.